# Zoropsis spinimana
Zoropsis spinimana es una especie de araña, perteneciente a la familia Zoropsidae.

## Distribución
Zoropsis spinimana habita una extensión geográfica que abarca desde el Mediterráneo hasta Rusia. También ha sido introducida en los Estados Unidos, principalmente en el área de la bahía de San Francisco.

## Descripción
Los machos de Z. spinimana alcanzan una longitud de alrededor de 10-12 mm (0.39-0.47 in), mientras que las hembras miden 15-18 mm (0.59-0.71 in) de largo. Esta araña se parece a las de la familia Lycosidae, ya que sus ojos tienen la misma configuración. Sin embargo, a diferencia de las arañas licósidas, los ojos de la arañas Zoropsis están más extendidos a lo largo del tercio frontal del cefalotórax. El primer segmento o tagma (prosoma) es de una coloración café con marcas amplias y oscuras. El abdomen (opistosoma) presenta marcas negras medianas y las patas son principalmente de color marrón moteado.

## Hábitat
Las arañas de esta especie se pueden encontrar en las orillas del bosque bajo las rocas y la corteza de los árboles, donde cazan sus presas durante la noche. Como todas las arañas de la familia Zoropsidae, la Z. spinimana caza libremente en vez de construir una telaraña. Debido a que esta araña no puede sobrevivir en un clima severo, a menudo busca refugio en zonas pobladas por el ser humano, motivo por el que su presencia es frecuente en aquellas casas donde la temperatura es más suave y el alimento más abundante.

## Reproducción
Las arañas de esta especie maduran sexualmente en otoño. Las hembras desovan en primavera, tras lo cual descansan en una cámara de cría sobre el capullo.